# Villeneuve-lès-Maguelone
Villeneuve-lès-Maguelone (okzitanisch Vilanòva de Magalona) ist eine französische Kleinstadt und eine Gemeinde (commune) mit 10.406 Einwohnern (Stand 1. Januar 2022) im Département Hérault in der Region Okzitanien in Südfrankreich. Zur Gemeinde gehört auch die auf einem vorgelagerten Küstenstreifen liegende ehemalige Kloster-Kathedrale Maguelone.

## Lage und Klima
Die etwa 10 bis 20 m hoch gelegene Kleinstadt Villeneuve-lès-Maguelone liegt beim Étang de l’Arnel im Mündungsbereich der Flüsschen Mosson und Lez. Die Entfernung zur nördlich gelegenen Großstadt Montpellier beträgt etwa 14 km (Fahrtstrecke). Das Klima ist zumeist mild bis warm; Regen (ca. 850 mm/Jahr) fällt überwiegend im Winterhalbjahr.

## Bevölkerungsentwicklung
| Jahr                       | 1800 | 1851  | 1901  | 1954  | 1999  | 2019   |
| Einwohner                  | 783  | 1.269 | 1.633 | 1.503 | 7.351 | 10.344 |
| Quellen: Cassini und INSEE |      |       |       |       |       |        |

Trotz der Reblauskrise im Weinbau und der zunehmenden Mechanisierung der Landwirtschaft wuchs die Bevölkerung des Ortes wegen seiner Nähe zur Großstadt Montpellier seit den 1950er Jahren rapide.

## Wirtschaft
Bis in die erste Hälfte des 20. Jahrhunderts lebten die Bewohner der Gemeinde als weitgehende Selbstversorger von den Erträgen ihrer Felder und Gärten sowie von der Viehzucht. Eine grundlegende Veränderung geschah in der zweiten Hälfte aufgrund des Zuzugs von Familien und Einzelpersonen in den Großraum Montpellier.

## Geschichte
Maguelone (selten auch Maguelonne) war eine der „sieben Städte“, die der Ursprung des Namens der Region Septimania sein sollen. Septimania war die westliche Region der römischen Provinz Gallia Narbonensis, die unter der Kontrolle des westgotischen Königreichs stand, als Septimania im Jahr 462 dem König Theoderich II. überlassen wurde. Die sieben Städte sind die heutigen Elne, Agde, Narbonne, Lodève, Béziers, Nimes und Maguelone.
Zuerst war Maguelone die Festung eines westgotischen Adeligen in höheren Lagen, geschützt von Küstenlagunen; im 6. Jahrhundert dann wurde es Bischofssitz. Als die frühe Geschichte von Maguelone im Jahr 1583 vom Abbé Gabriel zusammengestellt wurde (Histoire des évêques de Maguelonne), versorgte er den Bischofssitz mit einem apostolischen Ursprung, wie es für jedes alteingesessene Bistum in der Spätantike in allen drei Gallien vorgeschrieben war. Der erste namentlich bekannte Bischof von Maguelone half beim Konzil von Narbonne (589), doch zweifellos war die christliche Gemeinschaft viel älter. Im 8. Jahrhundert eroberten die umayyadischen Walis das Gebiet, das jedoch schon wenige Jahre später (737) von Karl Martell zurückerobert wurde; die Kämpfe entvölkerten jedoch die gesamte Region. Im Jahr 819 nahm Kaiser Ludwig der Fromme die Kirche und das Kloster unter seinen Schutz und verlieh ihnen Immunität (Reg.Imp.I.,685). Im 10. Jahrhundert wurde die Diözese nach Mauguio (Melgueil) verlegt, aber Bischof Arnaud (1030–1060) kehrte zurück, baute das zerstörte Heiligtum wieder auf und baute eine Brücke um Maguelone mit dem „neuen Bezirk“ Villeneuve zu verbinden. Die Päpste des 12. Jahrhunderts, zuletzt Urban III., verliehen dem Bistum neue Macht, indem sie ihm das ehemals berühmte und von Ludwig dem Frommen reich begüterte Kloster Aniane unterwarfen (Reg.Imp.IV.,593). Die als Wehrkirche konzipierte romanische Kathedrale St-Pierre-et-St-Paul de Maguelone, die den Aposteln Simon Petrus und Paulus von Tarsus gewidmet ist, wurde gemeinsam mit umfangreichen Klostergebäuden als Bischofssitz errichtet. Im Jahr 1536 wurde dieser offiziell nach Montpellier verlegt.

## Sehenswürdigkeiten

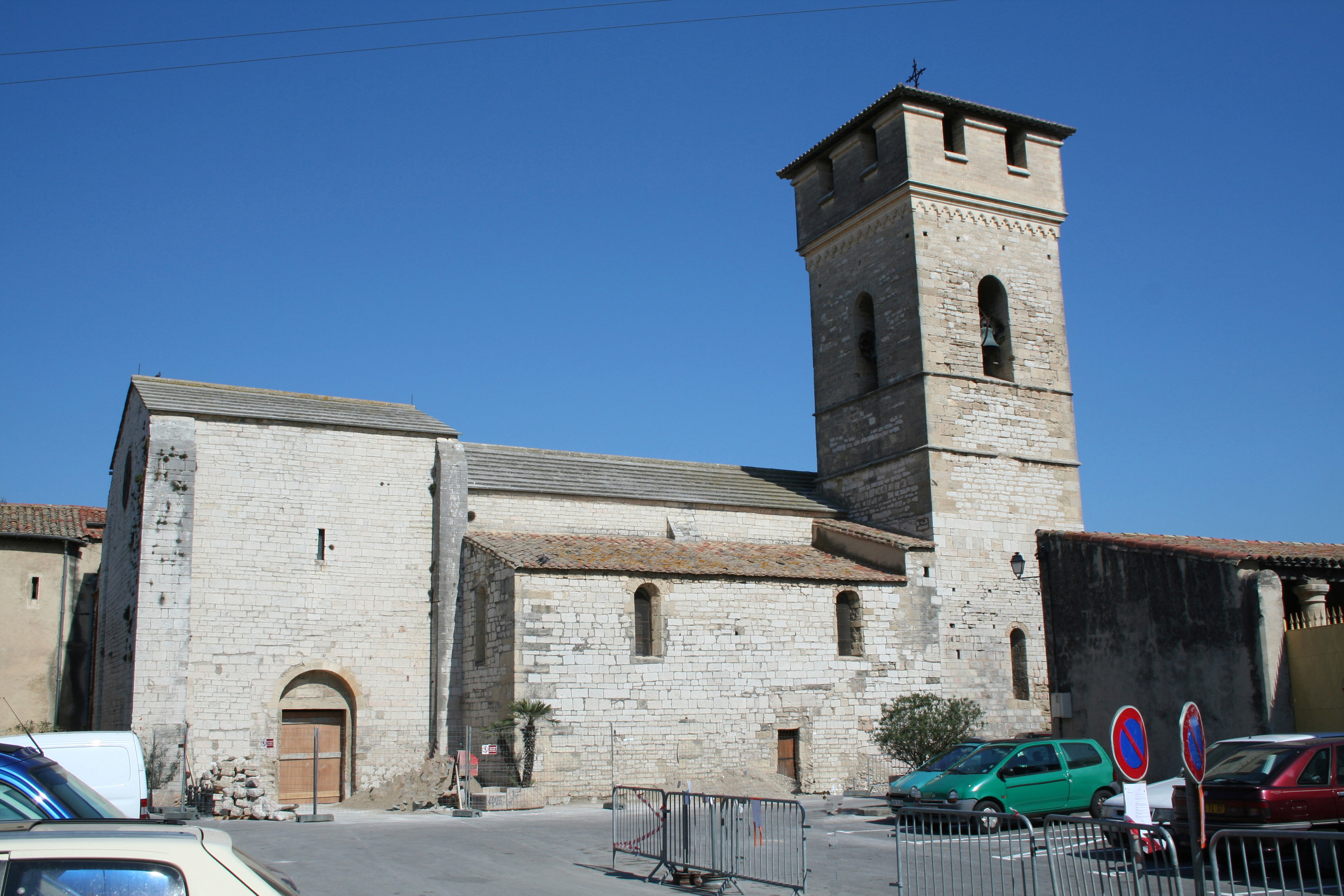
Villeneuve-lès-Maguelone – Église Saint-Etienne

- Die mittelalterliche Kirche Saint-Étienne stammt aus dem 12. Jahrhundert und ist seit 1840 als Monument historique anerkannt.
- Berühmt ist die romanische, ehemalige Kathedrale St-Pierre-et-St-Paul de Maguelone, die auf einer vorgelagerten Insel liegt.
- Berg von Madeleine: Buschland, Militärgelände, Ruine der Saint-Baudille-Gruft auf dem Gipfel (185 m) und Stelen, die an die Kämpfer der Résistance, die im Zweiten Weltkrieg hier erschossen wurden, erinnern.
- Naturschutzgebiet von L’Estagnol, ein Sumpf zwischen Buschland und Reben
- Öffentlicher Strand: die Sanddünen dehnen sich über dutzende Kilometer von Palavas-les-Flots bis Frontignan-Plage aus und sind teilweise nur von der Straße aus zu betreten. Wegen dieser Isolierung ist Nudismus kein Streitthema.

## Veranstaltungen
Im Juni findet das Festival de Maguelone für Alte Musik statt.